# کارما پلیس (برنامه نظارتی)
کارما پلیس نام رمز برنامه نظارت گسترده اینترنت و گردآوری داده است که ستاد ارتباطات دولت بریتانیا آنرا اجرا می‌کند.

## افشا
اسناد افشاگرانه ادوارد اسنودن که روزنامه آنلاین اینترسپت در سال ۲۰۱۵ (میلادی) دربارهٔ آژانس امنیت ملی ایالات متحده آمریکا منتشر شدند آشکار کردند که ستاد ارتباطات دولت، عملیات کارما پلیس را از سال ۲۰۰۸ (میلادی) اجرا می‌کرده‌است.

## کارکرد
عملیات کارما پلیس، نشانی آی‌پی کاربران اینترنت را که از وبگاه‌ها بازدید می‌کنند گردآوری می‌کند. این برنامه، بدون نظارت عمومی یا قانونی انجام می‌شود. کارما پلیس یک ابزار جاسوسی قدرتمند در همراهی با دیگر برنامه‌های جاسوسی ستاد ارتباطات دولت است. زیرا نشانی آی‌پی را می‌تواند با داده‌های دیگر تطبیق داد و همه کنش‌های کاربر را رصد کرد. بر پایه اسناد اسنودن، هدف از این برنامه یا پدیدآوردن ۱) نمایه ناوبری وب هر کاربر قابل دید در اینترنت یا ۲) نمایه کاربر برای هر وبگاه قابل دید در اینترنت است.

## ریشه نام
به نظر می‌رسد ریشه نام «کارما پلیس» از ترانه کارما پلیس گروه ردیوهد می‌آید. در متن ترانه گفته می‌شود: «این چیزیه که وقتی بِخوای با ما دَر بیُفتی، گیرِت میاد.»